# فوجير
 فوجير، (بالفرنسية: Fougères)‏، تنطق:(‎fuʒɛʁ‏)، هي بلدية فرنسية تابعة لإقليم إيل وفيلان، في منطقة بريتاني، شمال غرب فرنسا.

## معرض صور

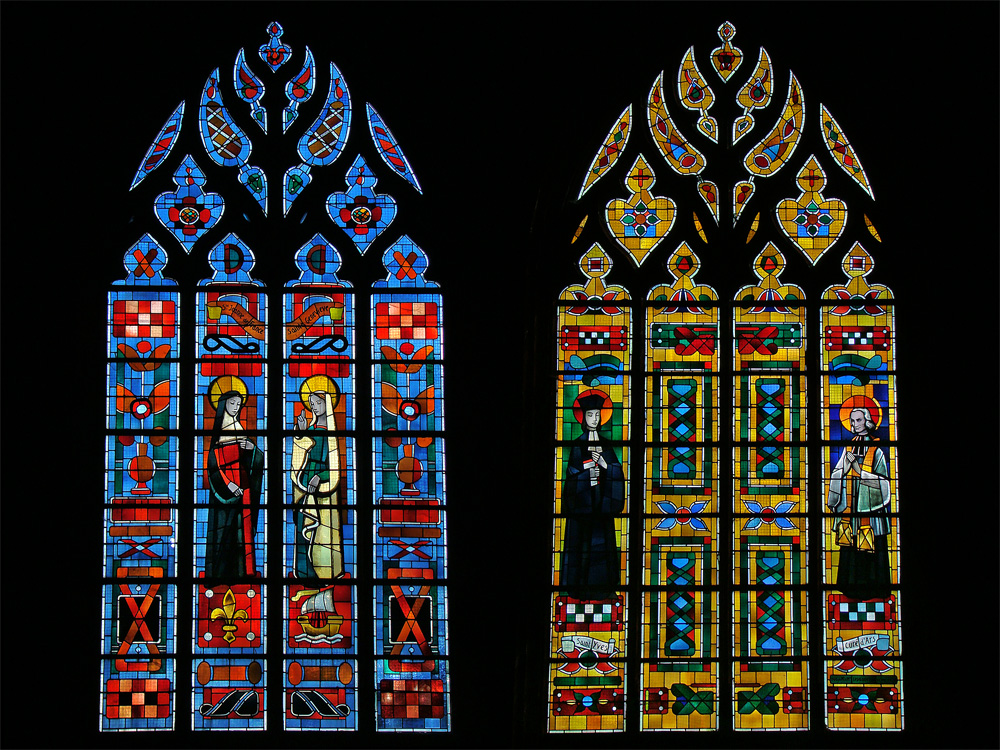
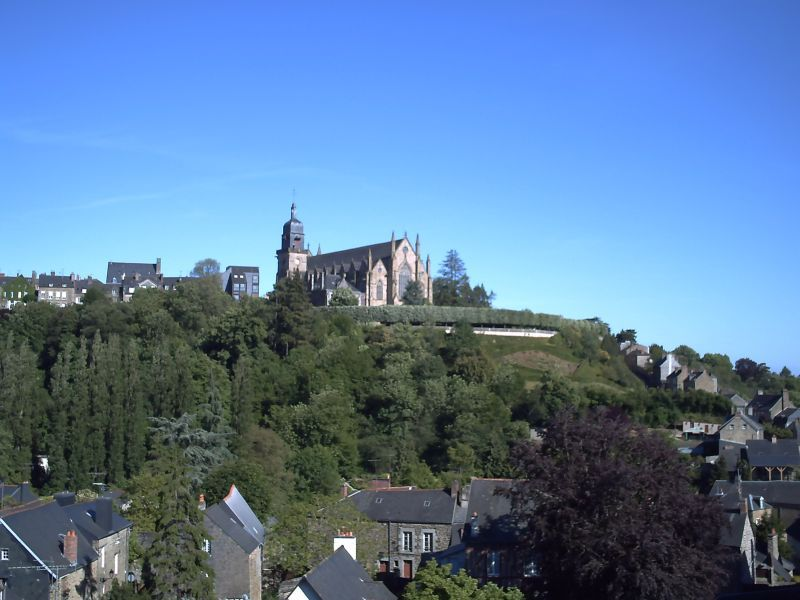
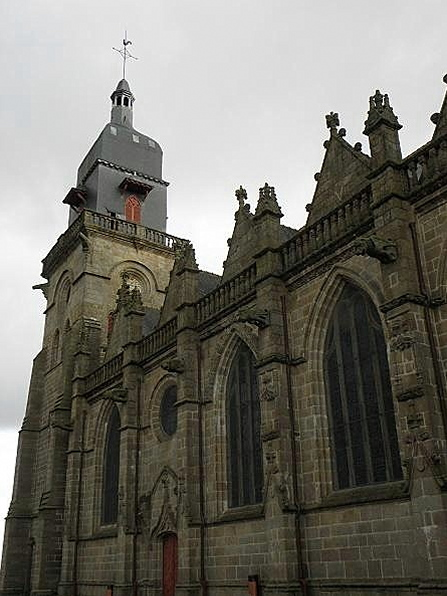

## توأمة
لفوجير اتفاقيات توأمة مع كل من:
- باد مونستر آيفل [8]
- أشفورد [8]
- سوموتو، نيكاراغوا [الإنجليزية]‏
- Ouargaye [الإنجليزية]‏

## أعلام
- مايفا كوك
- تييري بنوا
- بيير ماري هيود
- فابيان ليموين
- مود هربرت